# Pontorson
Pontorson é uma comuna francesa na região administrativa da Normandia, no departamento Mancha. Estende-se por uma área de 42,9 km². Em 2010 a comuna tinha 4 408 habitantes (densidade: 102,8 hab./km²).